# Gustav Berg-Jæger
Gustav Berg-Jæger, född 31 december 1884 i Kristiania (nuvarande Oslo), död 1957 i Bærum, var en norsk journalist, skådespelare och teaterchef.

## Biografi
Berg-Jæger studerade vid Frogner skole, men avbröt gymnasiestudierna för att i stället gå på handelsskola. Han var journalist för Morgenbladet från 1905 där han ofta skrev kultur- och teaterrecensioner. Han debuterade som skådespelare vid Fahlstrøms teater 1908 och deltog på flera av teaterns turnéer fram till 1910.  Åren 1911–1912 var biträdande chef på faderns biograf Bio-Kino i Kristiania. Mellan 1916 och 1919 redigerade han tidskriften Film og Kino och därefter Filmen og vi. Han var pionjär som utvecklare av filmmagasinet som tryckt medium.
Han anställdes 1925 som den förste programdirektören i norsk radio vid det privatägda Kringkastingsselskapet AS. Efter en konflikt med sällskapets disponent sade han upp sig efter några månader. Samtidigt grundade och redigerade han Hallo-Hallo!, det första programbladet i Norge. År 1926 gjorde han sin första och enda filmroll som präst i Rasmus Breisteins Brudefärden i Hardanger. I början av 1930-talet arbetade han för de amerikanska filmbolagen MGM och Paramount i Oslo.
Han blev medlem av Nasjonal Samling den 28 augusti 1940. En vecka senare blev han av rikskommissarie Josef Terboven anställd som direktör för Oslo Kinematografer efter att den tidigare direktören Kristoffer Aamot blivit avskedad. År 1941 skrev han manus till Leif Sindings film Den kärleken, den kärleken!. Under sex veckor 1941–1942 var han programdirektör vid NRK och var 1941–1945 på kulturminister Gulbrand Lundes begäran chef för Nationalteatret. År 1942 blev han styrelseordförande för Norsk Film.
Berg-Jæger arresterades den 14 maj 1945. I den rättsprocess som följde blev han dömd för landssvek för att uppträtt till fördel för Tyskland under andra världskriget. Efter avtjänat straff återvände han aldrig till mediebranschen.

## Familj
Berg-Jæger var son till stortingsstenografen och redaktören Hans Henrik Berg-Jæger (1855–1925) och Thora Bull (1855–1906). Han var gift första gången från 1913 med sångaren Sølvi Selberg och andra gången från 1937 med Agnes Johannessen.

## Filmografi
- 1926 – Brudefärden i Hardanger – roll som präst
- 1941 – Den kärleken, den kärleken! – manus